# Sant Drap
Segons la tradició cristiana el Sant Drap o Sant Bolquer fou el primer bolquer que embolcallà el Nen Jesús en el moment de néixer.

## Llegenda
Segons la llegenda Elisenda de Sant Climent, de Lleida, i la seva filla Guillemona, foren raptades l'any 1238, en el context de la conquesta de Mallorca , pels musulmans que feren una algarada i foren portades a l'harem del rei de Tunis. La petita Guillemona cresqué a l'harem, on va ser educada com a musulmana i rebé el nom de Rocaia; esdevingué una noia molt formosa, de manera que el fill de l'emir, Miromomeli, se'n va enamorar. Un cop rei, la va tenir com a favorita, li atorgà diversos presents i la feu coneixedora d'altres tresors que guardava. Elisenda, tot i ser captiva i cristiana, a causa del paper de la seva filla a la cort, gaudia de certs privilegis i estigué en contacte amb els mercaders catalans i la comunitat cristiana de Tunis. Deuria tenir llavors uns trenta-sis anys quan va conèixer o es va trobar amb un antic veí, el mercader lleidatà Arnau Solsona, amb qui es va casar. El germà gran d'Arnau Solsona va ser paer de Lleida l'any 1255. Després, el matrimoni Solsona va decidir tornar-se'n a Lleida, i tot i que la filla s'oposava a la marxa, finalment va omplir de presents a la seva mare que va marxar. Entre els dons que li va fer, amb gran secret, li va donar una relíquia, un tros del drap amb què, segons la llegenda, Maria embolcallà Jesús. Elisenda va guardar el secret fins poc abans de la seva mort.

## El Sant Drap a Lleida
Arnau Solsona va donar el bolquer a la catedral l'any 1297. La relíquia, des d'aquell moment, fou adorada i venerada salvaguardant tots els problemes i contratemps que li sorgien, fins que el seu rastre es perdé per sempre durant la Guerra Civil Espanyola. No obstant això, uns filets del Sant Drap es conserven a la ciutat de Barcelona i uns altres a Escalona del Prado (Segòvia).

## Altres sant bolquers
A la Catedral de Dubrovnik de Croàcia també es veneren uns bolquers que segons la tradició embolcallaren a l'infant Jesús durant la Presentació del Temple